# 天津皇会
天津皇会（原名“娘娘会”、“天后圣会”），是中国北方独有的一种祭祀妈祖的民俗活动。相传始于元代，2008年被列入国家级非物质文化遗产代表性项目名录扩展项目。

## 历史
据民间口传，此会源于元明时期，有文字记载始于清朝康熙四年（1665年）。后更名为“皇会”，一直流传至今。“皇会”为祭祀天后娘娘诞辰日（农历三月二十三日）所举行的庆典仪式。

## 分类
天津皇会有三类：一是扫殿会、净街会 、请驾会、梅汤会等服务性的皇会。二是门幡会、太狮会、广照会、宝鼎会、灯罩会、日罩会 、銮驾会 、接香会、华辇会、护驾会、灯亭会、鲜花会等仪仗性的皇会。三是以乡村民间花会为基础的表演性的皇会。

## 内容
皇会是一种有组织、有计划、有严格规定的庙会形式，有几十种表演内容，基本上凝聚了天津民间技艺的精华：
- 杠箱
- 鲜花
- 法鼓
- 门幡
- 秧歌
- 提炉灯
- 大乐
- 高跷